# Bewerbungen für die Olympischen Jugend-Winterspiele 2028
Dieser Artikel befasst sich mit den Bewerbungen für die Ausrichtung der Olympischen Jugend-Winterspiele 2028.

## Dialogphase
Ein neuer Bewerbungsprozess wurde bei der 134. IOC-Versammlung am 24. Juni 2019 in Lausanne beschlossen. Die Kernpunkte waren:
- Dauerhaftes Interesse an der Ausrichtung olympischer Veranstaltungen bei Städten/Regionen/Ländern und den Nationalen Olympischen Komitees (NOK) zu wecken
- Die Schaffung zweier so genannter Future Host Commissions, je eine für Sommer- und Winterspiele zur Überwachung des Interesses an der Austragung Olympischer Spiele

### Future Host Winter Commission
Die Future Host Winter Commission setzt sich aus den folgenden Mitgliedern zusammen:
| IOC-Mitglieder (4)                                                                          | Externe Vertreter (4)                                                                                    |
| ------------------------------------------------------------------------------------------- | --- |
| - Karl Stoss (Vorsitzender) - Danka Barteková - Astrid Uhrenholdt Jacobsen - Samira Asghari | - Zhang Hong (Athletenvertreterin) - Colin Grahamslaw (AIOWF) - Neven Ilic (NOCs) - Rita van Driel (IPC) |

Nach den Statuten der Future Host Commission ist der neue Bewerbungsprozess in zwei verschiedene Dialogphasen unterteilt:
- Kontinuierlicher Dialog: Ein unverbindlicher Dialog zwischen dem IOC und Städten/Regionen/Ländern/NOKs die an einer Ausrichtung zukünftiger olympischer Veranstaltungen interessiert sind
- Zielgerichteter Dialog: Ein zielgerichteter Dialog mit einer oder mehreren interessierten Parteien (benannt als preferred host/s) nach Empfehlung der Future Host Commission als Ergebnis des kontinuierlichen Dialogs.

## Bewerbungen im zielgerichteten Dialog

### Dolomiten – Veltlin
Im Juni 2023 begannen Gespräche zwischen den Regionen Lombardei und Trentino sowie dem IOC (Internationale Olympische Komitee) bezüglich einer Austragung der Olympischen Jugend-Winterspiele 2028. Mailand als Hauptstadt der Lombardei wird gemeinsam mit Cortina d’Ampezzo die Olympischen Winterspiele 2026 ausrichten. Am 20. Juli 2024 gab das IOC bekannt, dass man mit dem Comitato Olimpico Nazionale Italiano (CONI) in den zielgerichteten Dialog getreten sei. Nach Angaben des IOC Vorstands basiere die Bewerbung primär auf bereits existierender Wettkampfstätten in drei Clustern: Veltlin, Val di Fiemme und Cortina d’Ampezzo. Die Führung des IOCs empfahl der Generalversammlung die Vergabe der Spiele zu erteilen. Dieser soll am 30. Januar 2025 erfolgen.

## Potenzielle Bewerbungen

### Bosnien-Herzegowina
Am 27. September 2023 gab das Bosnische Olympische Komitee bekannt, dass man eine Bewerbung für eine zukünftige Austragung der Olympische Jugendspiele plane, wobei jedoch nicht gesagt wurde, ob es Sommer- oder Winterspiele seien. Sarajevo richtet bereits 1984 die Olympischen Winterspiele aus, sowie 2019 das Europäische Olympische Winter-Jugendfestival.

### Kärnten – Friaul – Slowenien
Am 11. April 2024 gab der Kärntner Landeshauptmann Peter Kaiser bekannt, dass man sich mit den Vertretern der Region Friaul-Julisch Venetien sowie Sloweniens auf eine gemeinsame Bewerbung für Olympische Jugendspiele verständigt hätte.

### Lake Placid
Am 13. Februar 2023 gab Art Devlin, der Bürgermeister von Lake Placid, bekannt, dass man über eine Bewerbung für die Spiele diskutieren werde. Lake Placid trug bereits 1932 und 1980 die Olympischen Winterspiele aus sowie 2023 die Winter World University Games.

### Lwiw – Polen  – Sigulda
Im November 2019 gab der Bürgermeister der Stadt Lwiw bekannt, die Stadt würde sich für die Olympischen Winterspiele 2030 und die Olympischen Jugend-Winterspiele 2028 bewerben. Die nordischen und Eisdisziplinen würden hierbei in Polen ausgetragen, die Bob- und Rodelbewerbe in Sigulda in Lettland. Trotz der anhaltend angespannten Situation in der Ukraine würde weiter an der Bewerbung festgehalten, so der ukrainische Sportminister Wadym Hutzajt im Februar 2022. Aufgrund des kurze Zeit späteren erfolgen Russischen Überfalls auf die Ukraine erscheint eine Bewerbung jedoch unwahrscheinlich.

### Sofia – Witoscha
Am 23. April 2024 fand ein Treffen zwischen dem Balgarski Olimpiyski Komitet, dem bulgarischen Präsidenten Rumen Radew sowie weiteren Vertreten aus Politik und Wirtschaft statt. Ziel des Treffens war es, Bestrebungen einer möglichen Bewerbung Sofias für die Olympischen Jugend-Winterspiele 2028 zu koordinieren. Man stellte fest, dass sämtliche notwendigen Infrastrukturen modernisiert werden müssten. Bulgarien bewarb sich bisher mehrmals erfolglos um die Austragung Olympischer Winterspiele. So unterlag man für 1992 bzw. 1994 Albertville respektive Lillehammer. 2014 wurde eine Bewerbung Sofias nicht akzeptiert.